# Objetos frágiles
Objetos Frágiles es una recopilación de relatos cortos escritos por Neil Gaiman, publicada en 2006. Se trata de una obra con material adulto.
Muchas de las historias de este libro son reediciones de otras fuentes: revistas, antologías e incluso CD.

## Relatos
- Estudio en esmeralda
- La danza de las hadas
- La presidencia de Octubre
- La habitación Oculta
- Las esposas prohibidas de los siervos sin rostro de la secreta morada de la noche
- Por la senda del recuerdo
- Hora de cierre
- Renacer Salvaje
- Amargo despertar
- Los otros
- Recuerdos de familia y otros tesoros
- Los niños buenos mereces favores
- La verdad sobre el caso de la desaparición de la señorita Finch
- Niñas extrañas
- Corazón de Arlequín
- Rizos
- El problema de Susan
- Instrucciones
- ¿Cómo crees que me siento?
- Mi vida
- Quince cartas de un tarot vampírico
- Alimentadores y alimentados
- Crup del hipocondríaco
- Al final de los tiempos
- Goliat
- Fragmentos de un diario encontrado en una caja de zapatos olvidada en un autobús de línea en algún punto entre Tulsa, Oklahoma y Louisville, Kentucky
- Cómo hablar con las chicas en las fiestas
- El día de los platillos volantes
- El pájaro del Sol
- Inventando a Aladino
- El monarca de la cañada

## Premios
Objetos Frágiles ganó en 2007 el Locus Award a Mejor Colección y "Cómo hablar con chicas en las fiestas" ganó por Mejor Historia Corta; además fue nominada al premio Hugo Award.  
Otros relatos ganadores del Locus Award incluidos en esta colección son: El pájaro del Sol (2006), Las esposas prohibidas de los siervos sin rostro de la secreta morada de la noche (2005), Estudio en Esmeralda (2004), Hora de cierre (2004) y La presidencia de Octubre (2003).